# تودور زايتسيف
تودور زايتسيف (بالبلغارية: Тодор Зайцев)‏ هو لاعب كرة قدم بلغاري في مركز الوسط، ولد في 30 مايو 1967 في بلوفديف في بلغاريا. لعب مع ليفسكي صوفيا ونادي بوتيف بلوفديف ونادي فلوريانا ونادي لوكوموتيف بلوفديف.

## وصلات خارجية
- تودور زايتسيف على موقع قاعدة بيانات كرة القدم.إي يو (الإنجليزية)